# Anelaphus martinsi
Anelaphus martinsi är en skalbaggsart som beskrevs av Monné 2006. Anelaphus martinsi ingår i släktet Anelaphus och familjen långhorningar.
Artens utbredningsområde är Venezuela. Inga underarter finns listade i Catalogue of Life.